# Petasites
Petasites es un género de la familia Asteraceae. Son mayormente plantas con un rizoma grueso que se extiende alrededor de ella y grandes hojas parecidas a las del ruibarbo, durante la época de actividad vegetativa.
Las inflorescencias que producen son unas espigas cortas de flores, que aparecen justamente antes de la aparición de las hojas en la primavera, emergiendo con solo unas brácteas basales alargadas, normalmente verdes, color carne, o de un blanco desvaído, dependiendo de la especie. Se considera que estas hierbas son eficaces para la prevención de las crisis de migraña. (US Pharm, 2013;38(1):23-26; A Borghol y col.)
Las especies están estrechamente relacionadas con los géneros  Tussilago, y también con el extenso género de Senecio.
Comprende 88 especies descritas y de estas, solo 17 aceptadas.

## Taxonomía
El género fue descrito por  Philip Miller y publicado en The Gardeners Dictionary...Abridged...fourth edition [1056]. 1754.
Etimología
Petasites: nombre genérico que deriva de la palabra griega petasos = "sombrero de ala ancha", en alusión a las grandes hojas de la planta.

## Especies aceptadas
A continuación se brinda un listado de las especies del género Petasites aceptadas hasta agosto de 2012, ordenadas alfabéticamente. Para cada una se indica el nombre binomial seguido del autor, abreviado según las convenciones y usos.
- Petasites albus (L.) Gaertn.
- Petasites fominii Bordz.
- Petasites formosanus Kitam.
- Petasites fragrans (Vill.) C.Presl
- Petasites frigidus (L.) Fr.
- Petasites hybridus (L.) "G.Gaertn., B.Mey. & Scherb."
- Petasites japonicus (Siebold & Zucc.) Maxim.
- Petasites kablikianus Tausch ex Bercht.
- Petasites paradoxus (Retz.) Baumg.
- Petasites pyrenaicus (L.) G.López
- Petasites radiatus (J.F.Gmel.) J.Toman
- Petasites rubellus (J.F.Gmel.) Toman
- Petasites saxatilis (Turcz.) Kom.
- Petasites spurius (Retz.) Rchb.
- Petasites tatewakianus Kitam.
- Petasites tricholobus Franch.
- Petasites versipilus Hand.-Mazz.

Híbridos
- Petasites x vitifolius